# مخروط الغزل
مخروط الغزل في الكيمياء (بالإنجليزية:Spinning cone) تستعمل أعمدة من مخروط الغزل في التقطير بالبخار لفصل المواد الطيارة من المشروبات برفق مع المحافظة على طيبة المذاق. فمثلا تستخدم تلك الأعمدة لإزالة جزء من الكحول من النبيذ، وإزالة الروائح غير المرغوب فيه من الزبدة والكريمة، وكذلك لاصتياد المواد المنكهة للقهوة أثناء تحضير مستخلصات القهوة صناعيا وإضافتها إليها بعد التخلص من المواد غير المرغوب فيها.
عند تقطير النبيذ بواسطة المخروطات الدوارة، يمكن فصل الكبريت، وتحضير محاليل مركزة من المواد المنكهة، وكذلك عزل الكحول من الجعة أو جزء من الكحول منها. ونظرا لأن التقطير بالتفريغ يؤدي إلى فقدان المواد المنكهة من المنتجات فتستخدم طريقة أعمدة مخروط الغزل لاسترجاع المواد المنكهة في مرحلة تالية من التحضير.
توجد في الجزء السفلي للمخروطات ضلوعا معدنية، تعمل على زيادة الدوامات في الحالة الغازية، وبذلك يتحسن تبادل المواد بين السائل وبخاره. وتجرى تلك العملية في درجات حرارة معتدلة تمنع تحلل أو فساد المنتجات بفعل الحرارة العالية.

## تاريخ ابتكار الطريقة
استخدمت تلك التقنية أول مرة في أستراليا لاستخلاص المواد المنكهة في الصناعات الغذائية. وهذه الطريقة مرفوضة من قبل المنظمة الدولية لمنتجي النبيذ وهي لا تستخدم في دول الاتحاد الأوروبي. وتستخد طريقة تقنية أعمدة مخروط الغزل في أستراليا والولايات المتحدة الأمريكية بغرضي خفض نسبة الكحول في النبيذ. وتُعالج كمية تصل إلى 10% من الكمية الكلية ثم تضاف غلى الكمية الكلية. ولا يمكن فصل المواد العديدة الموجودة في المنكهات، كما أن تكلفة الجهاز باهظة.
وبينما استخدام الطريقة ممنوع في دول الاتحاد الأوروبي في صناعة النبيذ، إلا أن الاتفاقيات التجارية المبرمة بين الاتحاد الأوروبي والولايات المتحدة الأمريكية لا تمنع استيراد تلك المنتجات في أوروبا.

## الطريقة
تصنع الأعمدة من الحديد الصلب المقاوم للصدأ. وتثبت المخروطات المغزلية بالتبادل على جدران الأعمدة من الداخل، وكذلك في في وسط الاعمدة مثبتة على محور راسي دوّار. يصب السائل من أعلى العمود ويُضغط البخار من أسفل وتجري العملية بتفريغ الهواء.
تزيد تلك المخروطات المغزلية من مساحة السطح التي تزيد من تتطاير المواد الطيارة إلى البخار. ويسمح دوران المحروطات وجود طبقة رقيقة دائمة الحركة من المنتج على سطح المخروط. ويستغرق مرور سائل داخل العمود نحو 20 ثانية، وتستطيع الأعمدة الصناعية معالجة بين 16 - 160 لتر في الدقيقة. ولا بد من ضبط درجة الحرارة والضغط داخل العمود بحيث يناسب السائل المراد معالجته.

## اقرأ أيضا
- تقطير جزئي
- تقطير النفط
- تقطير إتلافي
- تقطير جاف
- معادلة فينسك
- طبق نظري